# Sylvia Richardson
Sylvia Richardson é uma estatística de inferência bayesiana francesa. É catedrática de bioestatística no Imperial College London desde 2000. Anteriormente lecionou na Universidade de Warwick e na Universidade Paris V.